# Castelo Branco (Horta)
Castelo Branco ist eine portugiesische Gemeinde (Freguesia) im Kreis (Concelho) von Horta auf der Azoreninsel Faial.
Der Flughafen Horta liegt in der Gemeinde.
Zu den Sehenswürdigkeiten der Gemeinde gehört neben der Gemeindekirche Santa Catarina de Alexandria vor allem die namensgebende Vulkanfelsformation Morro de Castelo Branco (von port. Castelo Branco, zu deutsch „Weiße Burg“, in Anspielung auf Form und Farbe der Gesteinsformation).

## Geschichte
Nachdem König Manuel I. 1514 erstmals die Einrichtung einer Gemeinde im Gebiet anordnete, stammt die erste dokumentierte Erwähnung der Ortschaft vom 30. Juli 1568.
1585 hatte die Gemeinde 350 Einwohner in 120 Haushalten, 1643 waren es 1.042 Einwohner in 245 Haushalten. 1767 wurde die heutige, größere und aufwendigere Kirche errichtet.
Insbesondere ab Mitte der 1950er Jahre setzte eine starke Auswanderungswelle nach Nordamerika (USA und Kanada) und nach Europa (neben Kontinental-Portugal vor allem Frankreich) ein. Die Auswanderung aus der Gemeinde hält seitdem an, auch wenn sie sich inzwischen deutlich verlangsamt hat. Wesentliche Entwicklungsstufen waren die Eröffnung des Flughafens 1971 und die nach der Nelkenrevolution 1974 und dem EU-Beitritt 1986 erfolgte wirtschaftliche Entwicklung Portugals.

## Kultur und Sehenswürdigkeiten

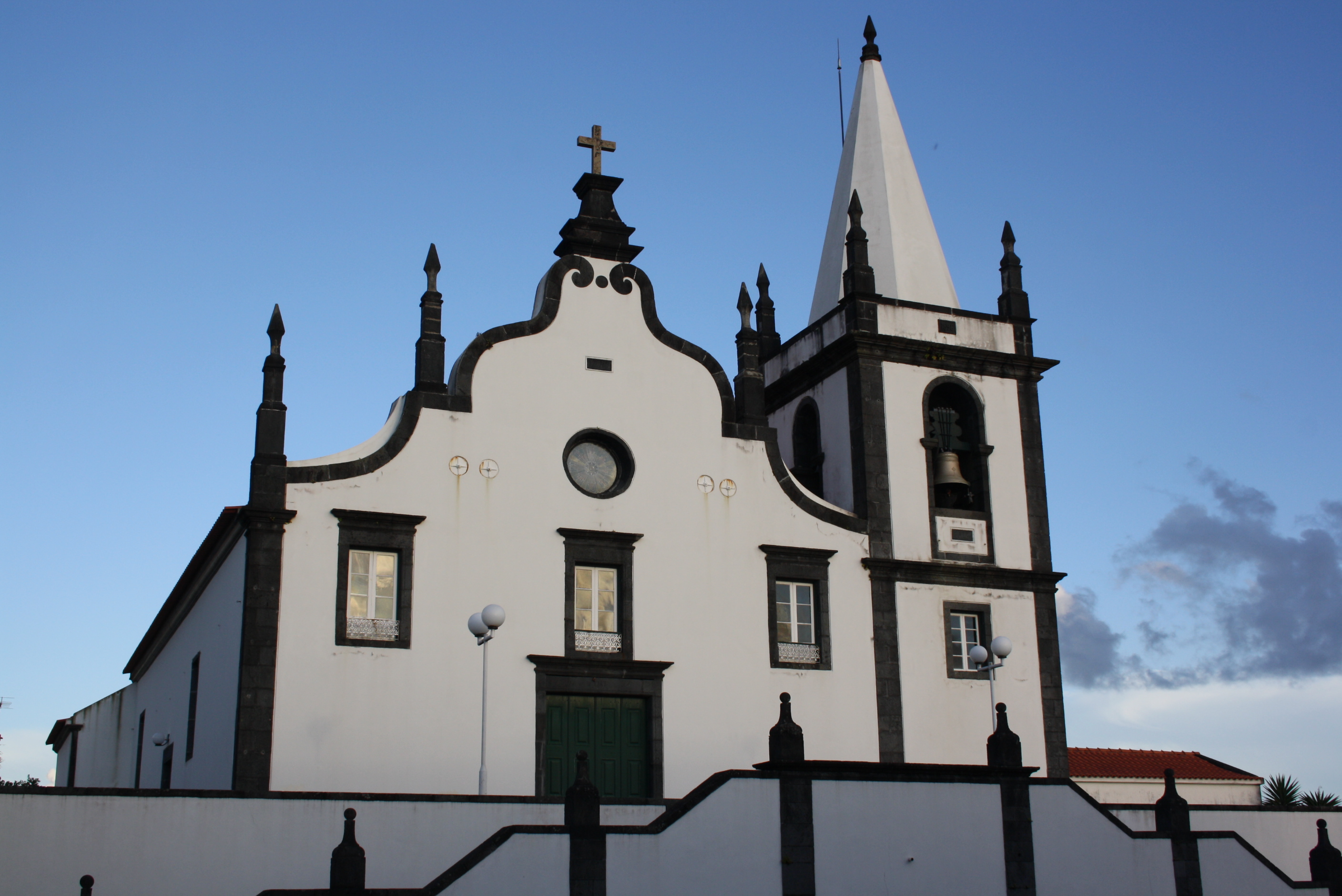
Die Gemeindekirche Santa Catarina de Alexandria

Die 1767 neuerrichtete Gemeindekirche Igreja Paroquial de Castelo Branco (auch Igreja de Santa Catarina de Alexandria) geht auf die erste Kirche im Ort zurück, die 1568 erstmals offiziell dokumentiert wurde. Die heutige Gemeindekirche steht unter Denkmalschutz.
Auch das im Zuge des Sozial-Wohnungsbau-Programms der Estado-Novo-Diktatur für arme Familien nach 1946 errichtete und 1953 eingeweihte Wohnviertel Bairro da Carreira steht unter Denkmalschutz.
Der Karateverein Clube de Karaté Do Shotokan O Morro, der 1917 gegründete Fußballverein Clube Recreio e Fraternidade, und der vielseitige Sportklub Castelo Branco Sport Club sind die bedeutendsten Sportvereine der Gemeinde. Verschiedene Volkstanz-, Musik-, Pfadfinder- und Kulturvereinigungen sind in Castelo Branco aktiv.

## Verwaltung

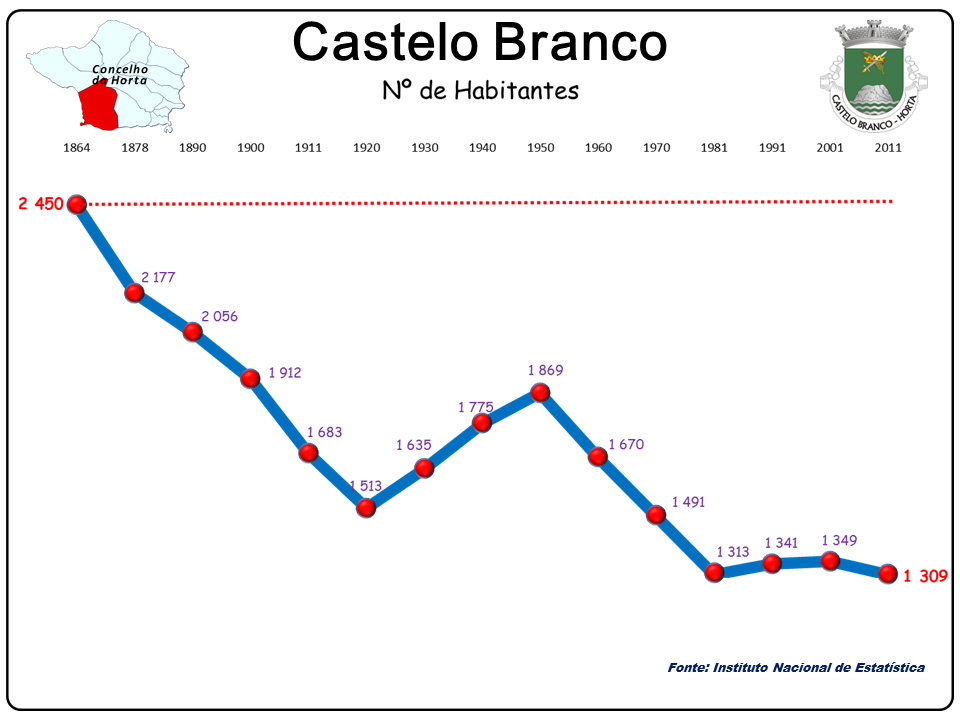
Einwohnerentwicklung der Gemeinde (1864 bis 2011)

Castelo Branco ist Sitz einer gleichnamigen Gemeinde (Freguesia) im Kreis (Concelho) von Horta. Die Fläche beträgt 23,9 km². Die Bevölkerung betrug am 19. April 2021 1258 Einwohner.
Folgende Orte und Ortsteile liegen im Gemeindegebiet:
- Canada de Santa Catarina
- Castelo Branco
- Lombega

## Wirtschaft

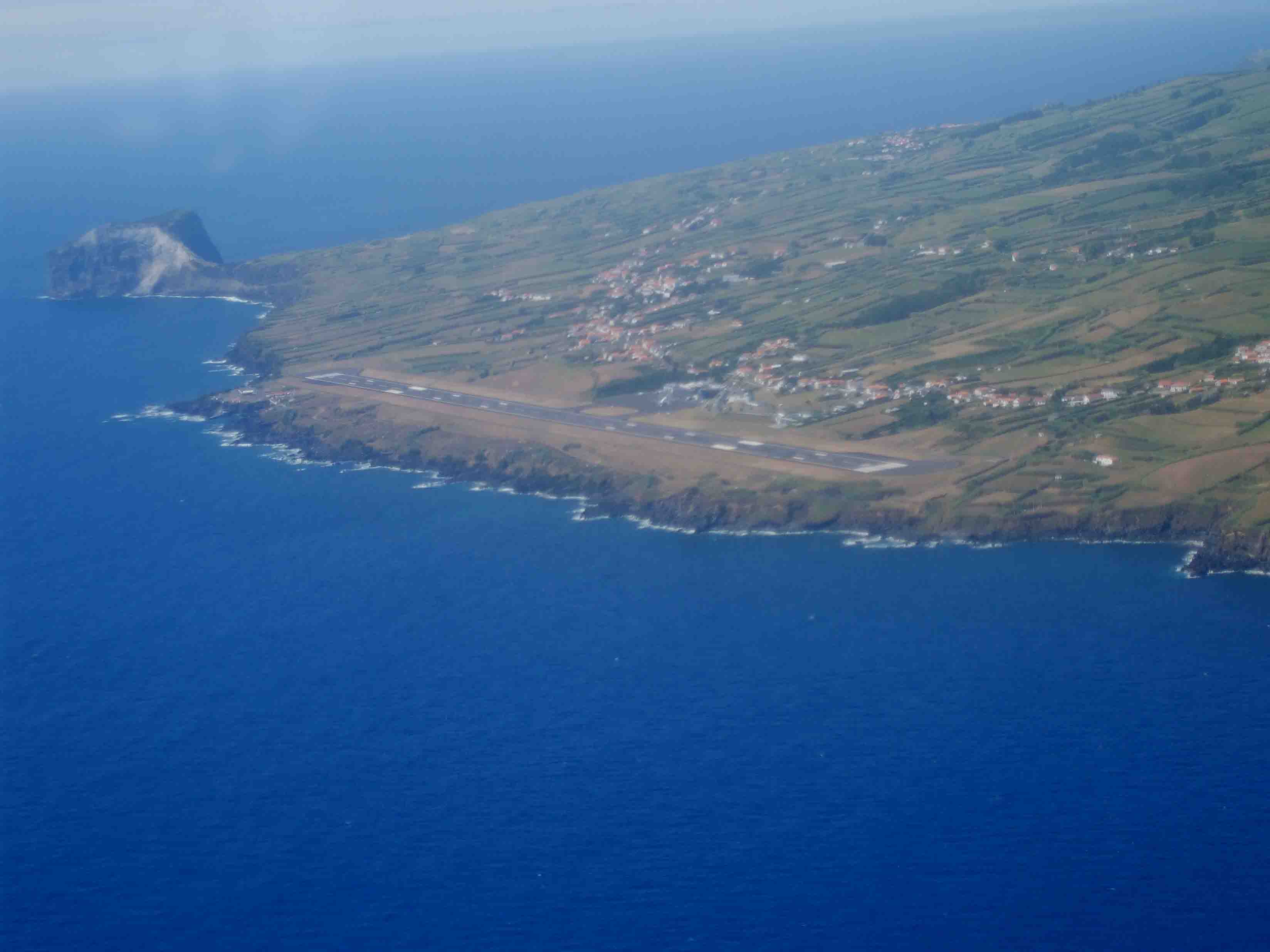
Luftansicht des Flughafens

Der in der Gemeinde liegende Flughafen Horta ist ein bedeutender Faktor. Auch der Fischereihafen, der Einzelhandel und kleinere Industriebetriebe sind zu nennen. Der Fremdenverkehr gewinnt langsam an Bedeutung.